# Себрат
Себрат је насеље у Србији у општини Бујановац у Пчињском округу. Према попису из 2022. било је 37 становника.
Себрат је мало село на рујанској коси (слив Узовске реке). У атару села сачувани су остаци старих насеља. Себрачани су приликом орања налазили темеље кућа, грнчарију, "црепурине" и друго на Селишту, Горњем Брусцу, Црквишту и Шупљем камену.
Почетком XX века село Себрат је био господарско насеље са 28 домова. Бегови су били из Прешевсве Моравице. Док је жито било вршено у месту Обрусцу. Махале села Себрат су следеће: Обрусце, Долна мала и Горња мала. Горња мала се назива и Неварци (по роду).

## Демографија
У насељу Себрат живи 81 пунолетни становник, а просечна старост становништва износи 36,4 година (35,9 код мушкараца и 37,0 код жена). У насељу има 23 домаћинства, а просечан број чланова по домаћинству је 4,57.
Ово насеље је великим делом насељено Србима (према попису из 2002. године).
|  |

| Демографија | Демографија | Демографија |
| Година      | Становника  | Становника  |
| ----------- | ----------- | ----------- |
| 1948.       | 310         |             |
| 1953.       | 295         |             |
| 1961.       | 288         |             |
| 1971.       | 249         |             |
| 1981.       | 148         |             |
| 1991.       | 93          | 93          |
| 2002.       | 105         | 105         |
| 2022.       | 37          |             |

| Етнички састав према попису из 2002.‍ | Етнички састав према попису из 2002.‍ | Етнички састав према попису из 2002.‍ | Етнички састав према попису из 2002.‍ | Етнички састав према попису из 2002.‍ |
| ------------------------------------ | ------------------------------------ | ------------------------------------ | ------------------------------------ | ------------------------------------ |
|                                      |                                      |                                      |                                      |                                      |
| Срби                                 | Срби                                 |                                      | 104                                  | 99,04%                               |
| непознато                            | непознато                            |                                      | 1                                    | 0,95%                                |

| Година пописа     | 1948. | 1953. | 1961. | 1971. | 1981. | 1991. | 2002. |
| ----------------- | ----- | ----- | ----- | ----- | ----- | ----- | ----- |
| Број домаћинстава | 44    | 42    | 46    | 42    | 35    | 28    | 23    |

| Број чланова      | 1 | 2 | 3 | 4 | 5 | 6 | 7 | 8 | 9 | 10 и више | Просек |
| ----------------- | - | - | - | - | - | - | - | - | - | --------- | ------ |
| Број домаћинстава | 2 | 2 | 3 | 3 | 7 | 2 | 2 | 1 | 1 | 0         | 4,57   |

| Пол    | Укупно | Неожењен/Неудата | Ожењен/Удата | Удовац/Удовица | Разведен/Разведена | Непознато |
| ------ | ------ | ---------------- | ------------ | -------------- | ------------------ | --------- |
| Мушки  | 46     | 20               | 23           | 2              | 0                  | 1         |
| Женски | 39     | 7                | 23           | 9              | 0                  | 0         |
| УКУПНО | 85     | 27               | 46           | 11             | 0                  | 1         |

| Пол    | Укупно                    | Пољопривреда, лов и шумарство | Рибарство                            | Вађење руде и камена | Прерађивачка индустрија       |
| ------ | ------------------------- | ----------------------------- | ------------------------------------ | -------------------- | ----------------------------- |
| Мушки  | 27                        | 22                            | 0                                    | 0                    | 3                             |
| Женски | 8                         | 8                             | 0                                    | 0                    | 0                             |
| УКУПНО | 35                        | 30                            | 0                                    | 0                    | 3                             |
| Пол    | Производња и снабдевање   | Грађевинарство                | Трговина                             | Хотели и ресторани   | Саобраћај, складиштење и везе |
| Мушки  | 0                         | 0                             | 0                                    | 0                    | 0                             |
| Женски | 0                         | 0                             | 0                                    | 0                    | 0                             |
| УКУПНО | 0                         | 0                             | 0                                    | 0                    | 0                             |
| Пол    | Финансијско посредовање   | Некретнине                    | Државна управа и одбрана             | Образовање           | Здравствени и социјални рад   |
| Мушки  | 0                         | 0                             | 0                                    | 1                    | 0                             |
| Женски | 0                         | 0                             | 0                                    | 0                    | 0                             |
| УКУПНО | 0                         | 0                             | 0                                    | 1                    | 0                             |
| Пол    | Остале услужне активности | Приватна домаћинства          | Екстериторијалне организације и тела | Непознато            | Непознато                     |
| Мушки  | 0                         | 0                             | 0                                    | 1                    | 1                             |
| Женски | 0                         | 0                             | 0                                    | 0                    | 0                             |
| УКУПНО | 0                         | 0                             | 0                                    | 1                    | 1                             |